# Bad Wiessee
Bad Wiessee (en bavarès central: Bad Wiessä) és un municipi del districte de Miesbach a l'Alta Baviera a Alemanya. Es troba a la riba occidental del llac Tegernsee, i des de 1922, és una ciutat balneari. L'any 2014 tenia una població d'uns 4800 habitants. La paraula "Bad" significa "spa" o "banys", mentre que "Wiessee" deriva de "Westsee", que significa "banda occidental del llac". Bad Wiessee va ser documentat per primera vegada l'any 1017 al llibre d'impostos de l'abadia de Tegernsee, animat a pagar béns a l'abadia.
Bad Wiessee és coneguda per la seva font de sofre curatiu, descoberta per l'explorador de petroli neerlandès Adriaan Stoop el 1909 mentre estava perforant per obtenir petroli. Va construir el primer bany de sofre iode l'any 1912 després que s'hagués exhaurit la producció de petroli. La gent passa les seves vacances a Bad Wiessee pel seu ambient tranquil i per la seva ubicació al vessant nord dels Alps.
El turisme és una de les principals fonts d'ingressos per a la població de Bad Wiessee. Tot i que el turisme balneari ha disminuït en les últimes dècades, Bad Wiessee segueix sent molt popular pel seu casino i entre la gent benestant, molts d'ells comprant una segona residència o un apartament per passar-hi les vacances o la jubilació. Els hotels, botigues i restaurants s'adapten al viatger de categoria de preu mitjà, però els B&B tradicionals i els allotjaments a preus raonables encara estan disponibles durant tot l'any.

## Història
Bad Wiessee es va fer notori com a l'escenari dels esdeveniments clau relacionats amb la Nit dels Ganivets Llargs, el 30 de juny de 1934, quan Adolf Hitler i els Schutzstaffel (SS) van purgar la direcció de la Sturmabteilung (SA), molts dels quals s'allotjaven al resort, a l'Hotel Hanselbauer. Els líders clau Ernst Röhm, Gregor Strasser, Anton von Hohberg und Buchwald, Karl Ernst, Edmund Heines i Peter von Heydebreck van ser arrestats i portats a la presó de Stadelheim on després van ser executats.

De 1939 a 1945, Bad Wiessee també va ser la casa de jubilats del mariscal de camp Werner von Blomberg, que com a ministre de Defensa/Guerra (1933-1938) havia estat un dels arquitectes de la Wehrmacht alemanya. Tant Blomberg com el mariscal de camp Albert Kesselring estan enterrats al cementiri de Bergfriedhof a Bad Wiessee.

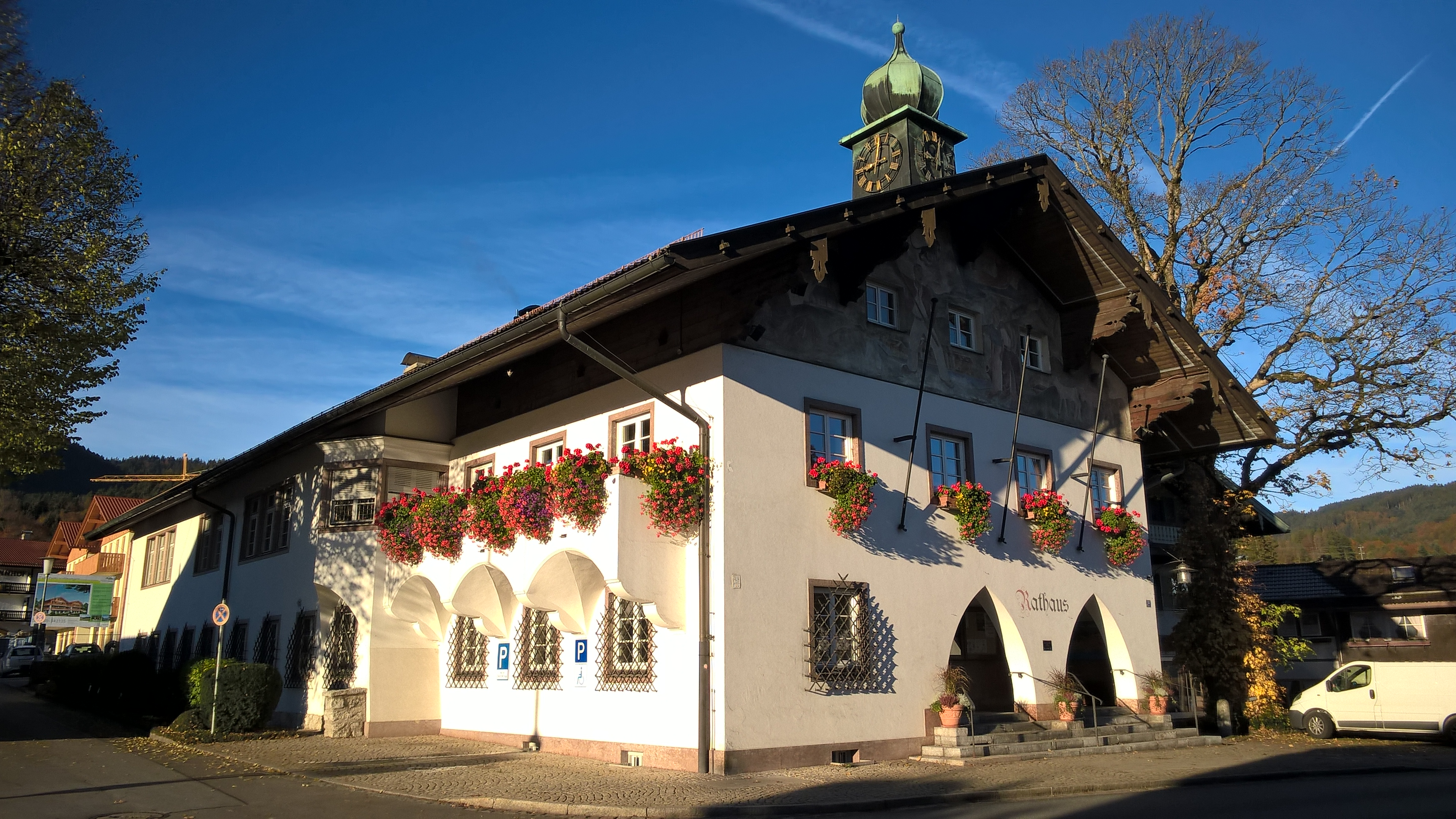
Ajuntament de Bad Wiessee
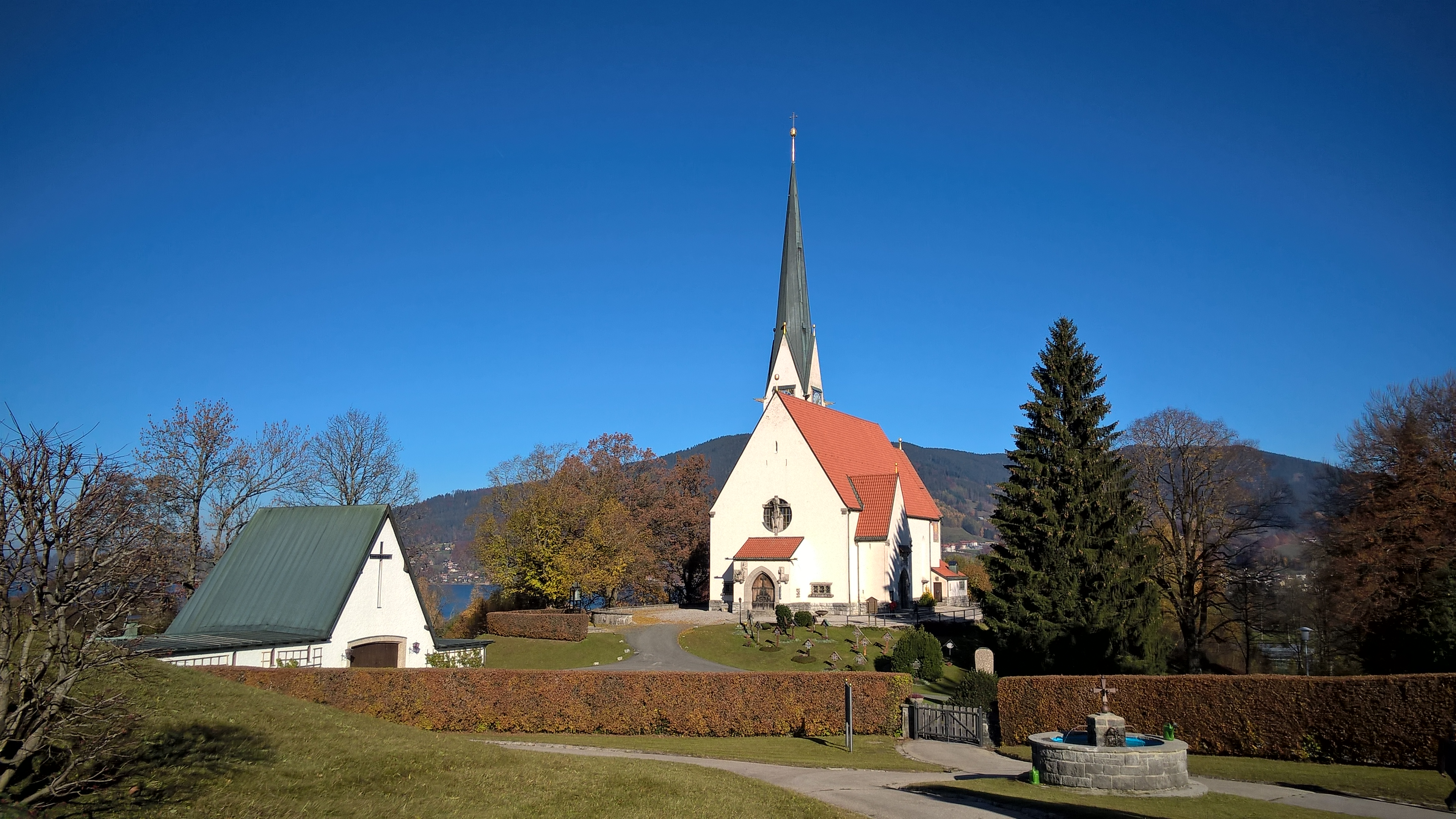
Església de Maria Himmelfahrt
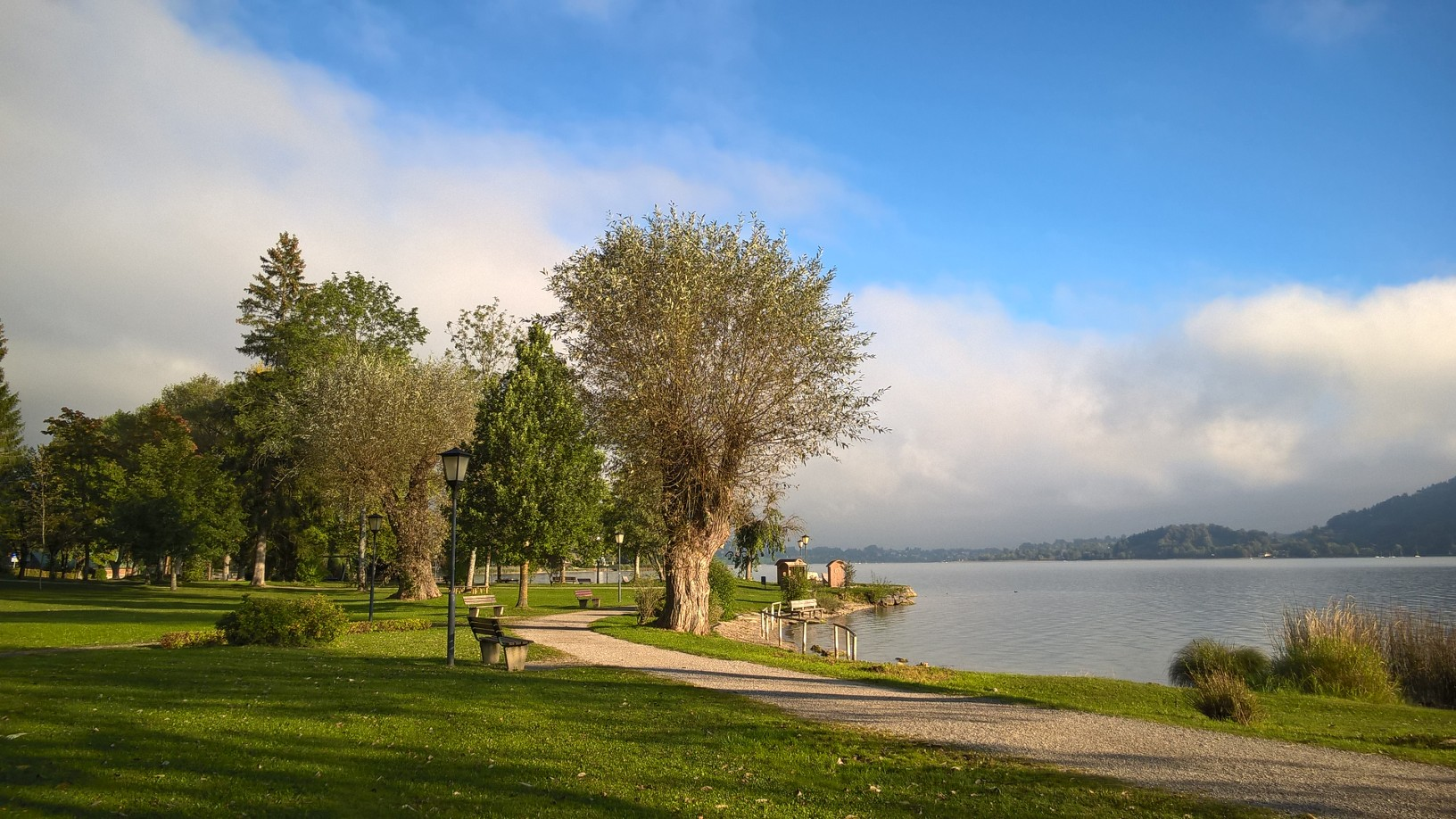
Passeig pel llac Tegernsee
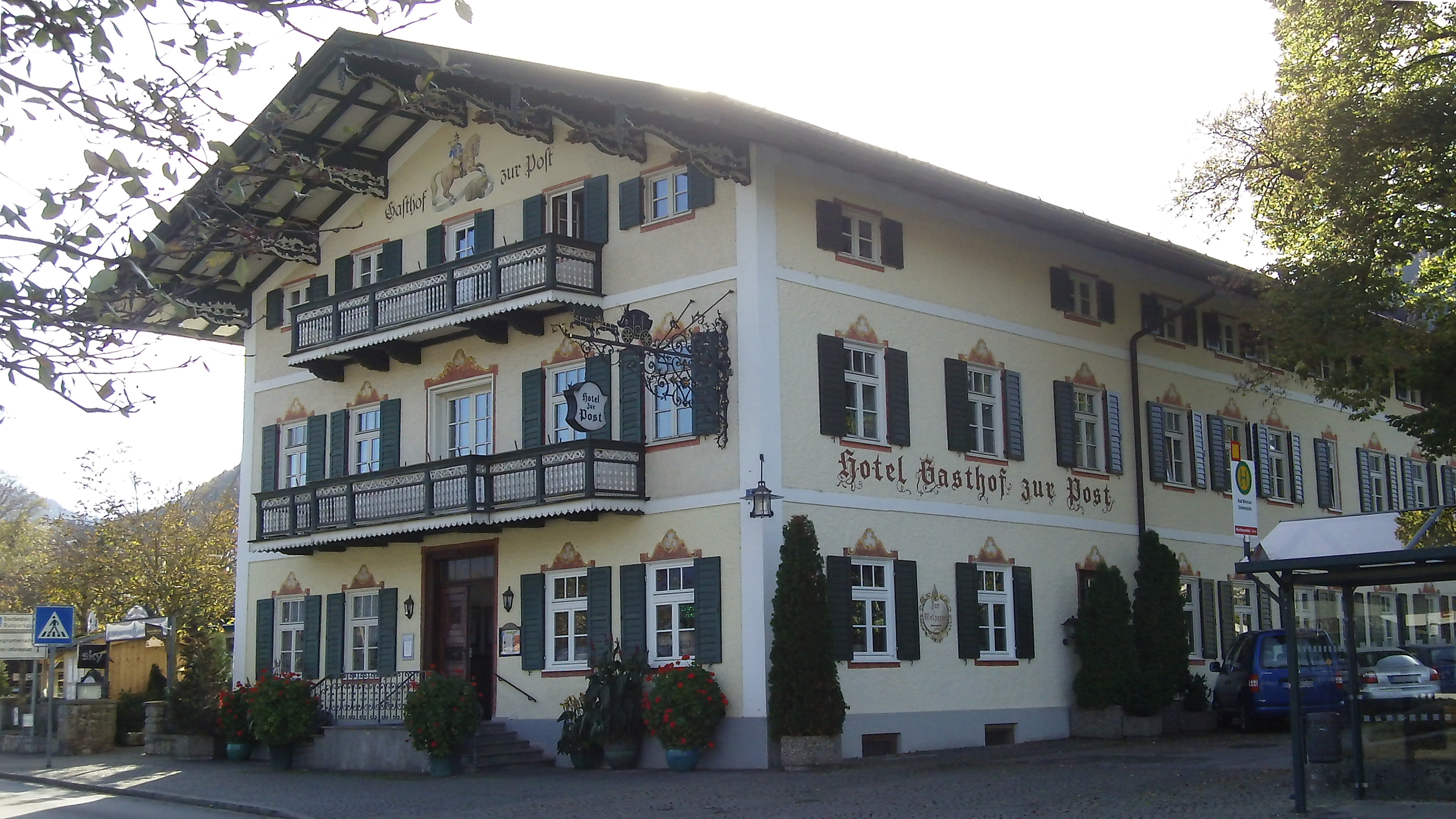
Hotel i fonda "zur Post"
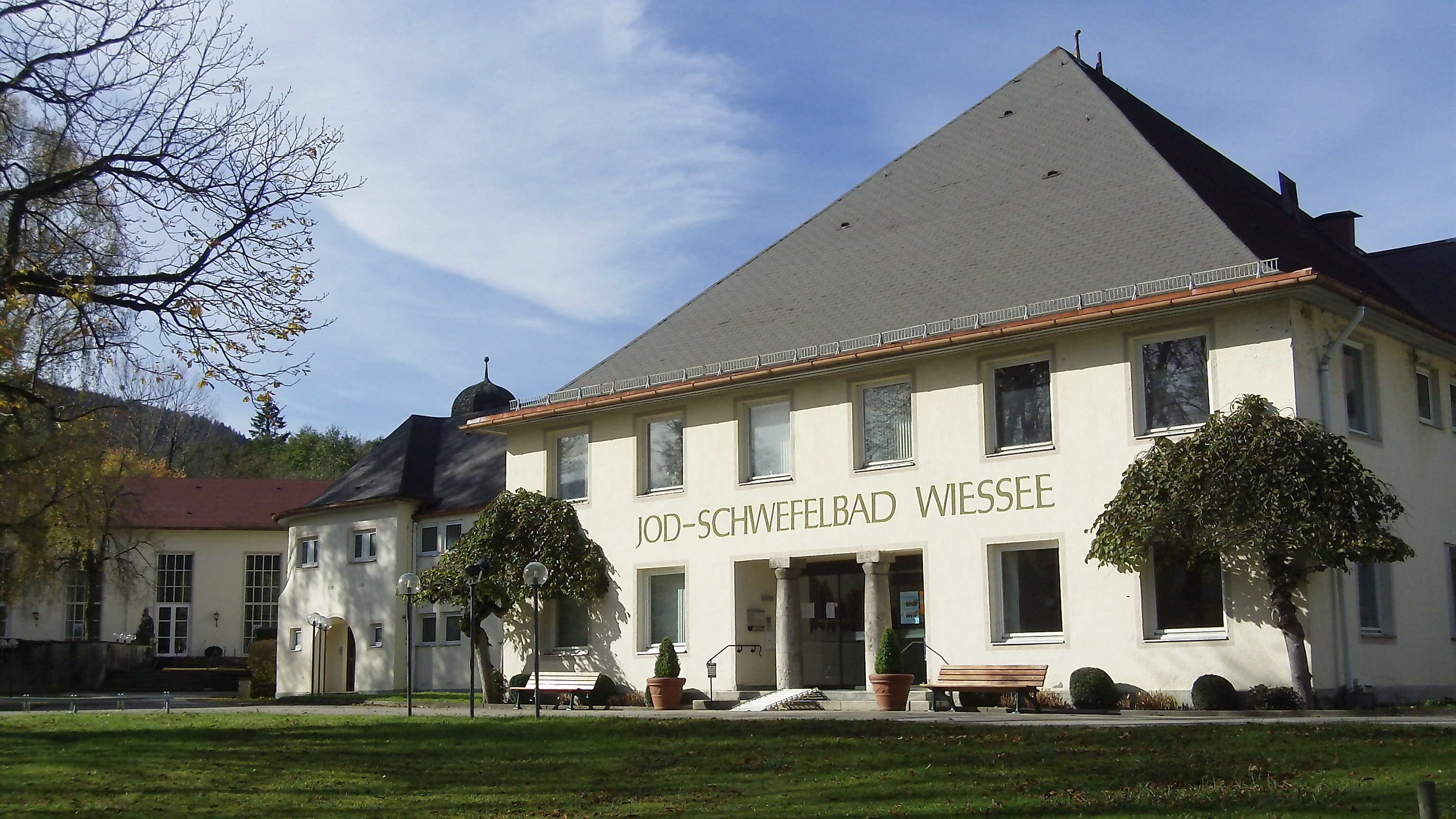
Bany de sofre iodat a Bad Wiessee